# Eumerus sabulonum
Eumerus sabulonum là một loài ruồi trong họ Ruồi giả ong (Syrphidae). Loài này được Fallén mô tả khoa học đầu tiên năm 1817. Eumerus sabulonum phân bố ở vùng Cổ Bắc giới